# 인보카머스
《인보카머스》(영어: Deliver Us from Evil)는 2014년 공개된 미국의 초자연 공포 영화이다. 18년간 뉴욕 경찰국 경사로 일한 끝에 악마학자가 된 랠프 사치를 소재로 삼았으나 영화 내용 자체는 감독 스콧 데릭슨의 창작이다.

## 출연
- 에릭 배나 - 랠프 사치 역
- 에드가르 라미레스 - 멘도사, 예수회 소속 스페인 신부 역
- 올리비아 먼 - 젠 사치, 랠프의 아내 역
- 숀 해리스 - 믹 샌티노/영글러, 악령이 빙의된 해병대 군인 역
- 조엘 맥헤일 - 버틀러, 랠프의 파트너 역
- 크리스 코이 - 지미 트래트너 역
- 도리언 미식 - 고든 역
- 룰루 윌슨 - 크리스티나 사치, 랠프의 딸 역
- 스콧 존슨 - 그리그스 대위 역
- 대니얼 사울리 - 살바토레 역
- 앤트워넷 러베키아 - 세라피나 역
- 에이든 젬 - 마리오 역
- 제나 개비건 - 루신다 트래트너 역
- 마이크 휴스턴 - 내들러 역
- 발렌티나 렌돈 - 클라우디아 역
- 숀 넬슨

## 기타 제작진
- 배역: 데니즈 채미언, 줄리 슈버트
- 미술: 밥 쇼
- 세트: 엘런 크리스턴슨
- 의상: 크리스토퍼 피터슨
- 분장: 로리 힉스
- 헤어: 제리 더칼로
- 시각 효과: 커트 밀러
- 조감독: 글렌 트로티너